# Ninox reyi
El nínox de las Sulu (Ninox reyi) es una especie de ave strigiforme de la familia Strigidae endémica de Filipinas. Anteriormente era considerada una subespecie del nínox de Luzón (Ninox philippensis), pero en la actualidad es tratada como especie separada. El nombre científico de la especie conmemora al naturalista alemán Dr S. Rey.

## Distribución
Se distribuye en las islas filipinas de Joló (Sulu), Siasi, Tawi-Tawi y Sibutu, en el archipiélago de Joló.